# 大肚 (新竹縣)
大肚，是臺灣新竹縣橫山鄉的一個傳統地域名稱，位於該鄉中部偏北。相較於今日行政區，其範圍大致為大肚村。

## 歷史
台灣清治末期至日治初期，大肚地區為一街庄，稱為「大肚庄」，隸屬於竹北一堡。該庄昔日南邊及西南邊隔油羅溪與油羅庄、頭份林庄、橫山庄為界，西北與山豬湖庄為鄰，北邊與鹿藔坑庄為鄰，東邊為十份藔庄，東南邊一小段與南河庄為界。
1901年（日治明治三十四年）11月，全台廢縣廳改設二十廳，該庄隸屬於新竹廳。1909年（明治四十二年）10月，合併二十廳為十二廳，該庄隸屬不變。1920年（大正九年），廢十二廳改設五州二廳，該庄改制為「大肚」大字，隸屬於新竹州竹東郡橫山庄，大字下有「大肚」、「九讚頭」小字名。
戰後橫山庄改制為橫山鄉，隸屬於新竹縣，大字亦改制為村。1950年桃、竹、苗分治，橫山鄉隸屬不變。

## 交通
台鐵內灣線是新竹至內灣的鐡路，大致以西南—東北走向轉東北—西南走向再轉橫向經過大肚地區中部。境內設有九讚頭車站，屬乙種簡易站，僅停靠區間車，由此搭車向西南轉西北可前往竹中車站轉乘至六家或新竹。
省道台3線（中豐路二段）俗稱「內山公路」，是台北至屏東的內陸縱貫幹道，大致以橫向轉東南—西北走向再轉東北—西南走向經過本地區中部，向東轉北可前往關西、龍潭、大溪、三峽等地，向西南轉西可前往下公館、北埔、峨眉、三灣等地。
縣道120號（富林路一段、中豐路二段）是竹北下斗崙至尖石八五大橋的道路，也是頭前溪北岸主要的連絡道路，大致以西北—東南走向轉橫向經過本地區中部，向西北可前往竹林交流道、六家北郊後於竹北下斗崙與省道台1線交會，向東轉東南可前往內灣、尖石地區。縣道120號在本地區除最西北一小段外，其餘均與省道台3線共線。
鄉道竹35線是橫山至瑞豐的道路，其北側端點位於橫山市區省道台3線路口。由此向東南可前往油羅、大山背、濫子、上坪的瑞峰並止於縣道122號路口。

## 學校
- 橫山國中
- 大肚國小